# حقوق الإنسان في تيمور الشرقية
حقوق الإنسان في تيمور الشرقية تيمور الشرقية هي جمهورية برلمانية متعددة الأحزاب يبلغ عدد سكانها حوالي 1.1 مليون نسمة وتتقاسم جزيرة تيمور مع مقاطعة نوسا تينجارا الشرقية في إندونيسيا. خلال 24 عامًا من الاحتلال الإندونيسي (منذ عام 1975) وبعد استفتاء الاستقلال عام 1999، ارتكبت الميليشيات الموالية لإندونيسيا العديد من انتهاكات حقوق الإنسان. حصلت البلاد على استقلالها عام 2002، وأُجريت انتخابات حرة ونزيهة عام 2007. تظل بعثة الأمم المتحدة المتكاملة في تيمور الشرقية وقوة الاستقرار الدولية في البلاد بينما تعمل على تطوير قواتها الأمنية الخاصة، والشرطة الوطنية وقوات الدفاع .
هناك عدد من القضايا المتعلقة بالحقوق المدنية والسياسية بما في ذلك انتهاكات الحق في المحاكمة العادلة والحرية من الاعتقال التعسفي. يشكل توفير الحقوق الاقتصادية والاجتماعية والثقافية مصدر قلق أيضاً، مثل الحق في التعليم، والحق في الحياة الأسرية، وهناك احترام ضئيل لحقوق المرأة والطفل، كما أن العنف المنزلي والاعتداء الجنسي من المشاكل الرئيسية.

## المعاهدات الدولية
انضمت تيمور الشرقية إلى الأمم المتحدة في عام 2002 وهي طرف في سبع من المعاهدات الأساسية التسع لحقوق الإنسان: الاتفاقية الدولية للقضاء على جميع أشكال التمييز العنصري ، والعهد الدولي الخاص بالحقوق المدنية والسياسية ، والعهد الدولي الخاص بالحقوق الاقتصادية والاجتماعية والثقافية ، واتفاقية القضاء على جميع أشكال التمييز ضد المرأة ، واتفاقية مناهضة التعذيب وغيره من ضروب المعاملة أو العقوبة القاسية أو اللاإنسانية أو المهينة ، والاتفاقية الدولية لحماية حقوق جميع العمال المهاجرين وأفراد أسرهم . لم تصادق على الاتفاقية الدولية لحماية جميع الأشخاص من الاختفاء القسري أو اتفاقية حقوق الأشخاص ذوي الإعاقة. قد أُجريت أول مراجعة دورية شاملة لها في أكتوبر 2011.
صادقت تيمور الشرقية على البروتوكولات الاختيارية للمعاهدات الدولية، بما في ذلك البروتوكول الاختياري الأول للعهد الدولي الخاص بالحقوق المدنية والسياسية ، والبروتوكول الاختياري الثاني للعهد الدولي الخاص بالحقوق المدنية والسياسية، والبروتوكول الاختياري بشأن اشتراك الأطفال في النزاعات المسلحة، والبروتوكول الاختياري بشأن بيع الأطفال واستغلال الأطفال في البغاء وفي المواد الإباحية لاتفاقية حقوق الطفل.

## الحماية الدستورية
إن الدستور الذي صدر في عام 2002 شامل، ومع ذلك هناك حاجة إلى وضع المزيد من الأنظمة قبل أن يقال إن الحقوق المفصلة في الدستور مضمونة، على سبيل المثال، لا يزال الحق في الملكية الخاصة والصحة والتعليم غير محقق للكثيرين، وهناك توصيل غير فعال للحق في الاستماع والدفاع، والموافقة الحرة على الزواج، وحرية التجمع.

## فشل العدالة
قد أثار النظام القانوني غير الفعال في البلاد مخاوف بشأن حقوق الإنسان عام 2010، ورد أن البلاد تعاني من مشاكل تتعلق بعدم وجود محاكمات عادلة، واستخدام القوة المفرطة من قبل الشرطة، والشعور السائد بالإفلات من العقاب على انتهاكات حقوق الإنسان في الماضي.
يعاني النظام القضائي من نقص في الموظفين والموارد، وبالتالي، على الرغم من أن القانون يحظر الاعتقال والاحتجاز التعسفي ، فقد يحدث الحبس بسبب عدم توفر القضاة، وتكون هناك فترات تأخير طويلة حتى يتم الاستماع إلى الأشخاص في المحاكمة. هناك أيضًا صعوبات كبيرة في الفهم، فعلى الرغم من أن التيتوم والبرتغالية هما اللغتان الرسميتان في تيمور الشرقية، فإن البرتغالية هي اللغة القانونية الرئيسية، والتي لا يتحدث بها معظم السكان.
كانت هناك أيضًا تقارير عن قيام الشرطة وقوات الدفاع بانتهاك حقوق المدنيين من خلال المعاملة القاسية أو المهينة مثل الضرب والاستخدام المفرط للقوة والترهيب والتهديد تحت تهديد السلاح. قد وردت أيضًا مزاعم حول إساءة حراس السجن معاملة السجناء. أدى القتال بين الشرطة وقوات الدفاع إلى أعمال شغب عنيفة في عام 2006 مما أدى إلى نزوح المدنيين ووفياتهم. بالإضافة إلى ذلك، في عام 2008، قاد قائد الشرطة العسكرية، ألفريدو رينادو، هجومًا مسلحًا على رئيس الوزراء والرئيس، مما أدى إلى إعلان حالة الطوارئ واستلزم إنشاء قيادة مشتركة من أجل وقف العنف وانتهاكات حقوق الإنسان. مع ذلك، فقد خفف الرئيس بشكل ملحوظ أحكام المسؤولين عن أعمال الشغب التي اندلعت في عام 2006، كما أصدر عفواً عن المتورطين في أعمال العنف التي اندلعت في عام 2008، الأمر الذي خلق تصوراً بالإفلات من العقاب، ولم تسفر عملية التدقيق اللاحقة عن أي فصل من العمل بسبب انتهاكات حقوق الإنسان في الماضي. قد أدت برامج التدريب إلى بعض التحسينات، على الرغم من استمرار الادعاءات بانتهاكات حقوق الإنسان من قبل الشرطة والجيش.
علاوة على ذلك، تم السعي إلى المصالحة مع إندونيسيا بدلاً من التركيز على الملاحقات الجنائية للجرائم المرتكبة خلال الاحتلال في الفترة من 1975 إلى 1999. إن لجنة الاستقبال والحقيقة والمصالحة في تيمور الشرقية ولجنة الحقيقة والصداقة، لم تعملا إلا على إبراز الحقيقة بدلاً من السعي إلى مقاضاة الجرائم بما في ذلك القتل غير القانوني، والاختفاء القسري، والعنف الجنسي، والتعذيب، وجرائم الحرب. مع ذلك، اتهم خوسيه راموس هورتا "الأمم المتحدة بـ"النفاق" لاستخدامها موقف حكومته بشأن العدالة كذريعة لعدم إنشاء المحكمة. يواصل فريق التحقيق في الجرائم الخطيرة التحقيق في الانتهاكات التي ارتكبت في عام 1999.

## حرية التعبير
في تيمور الشرقية، يحمي القانون حرية التعبير وحرية الصحافة ، وهو ما تحترمه الحكومة بشكل عام. هناك أيضًا وسائل إعلام مستقلة نشطة تعمل بشكل أساسي من خلال التلفزيون والإذاعة، على الرغم من محدودية الوصول إلى أجهزة التلفزيون والراديو، وتحد مشاكل الاستقبال من البث خارج ديلي وعواصم المقاطعات.

## حرية التجمع
ينص القانون في تيمور الشرقية على ضرورة إخطار الشرطة قبل أربعة أيام من أي مظاهرات أو إضرابات، كما يُحظر تنظيم المظاهرات على مسافة مائة ياردة من المباني الحكومية أو المرافق الدبلوماسية. مع ذلك، في الممارسة العملية، يُسمح بالمظاهرات دون إشعارات مسبقة، ونادرًا ما يتم تطبيق لائحة الـ 100 ياردة.

## المشاركة السياسية

### السياق الدستوري
تنص المادة 25 من العهد الدولي الخاص بالحقوق المدنية والسياسية على الحق في المشاركة السياسية، والذي يضمن الحق في المشاركة في الشؤون العامة، والاقتراع الحر والشامل، والمساواة بشكل عام في الوصول إلى أدوار الخدمة العامة. هذه الحقوق محفوظة إلى حد كبير في تيمور الشرقية. تنص المادة 46 من دستور تيمور الشرقية على أن "لكل مواطن الحق في المشاركة في الحياة السياسية وفي الشؤون العامة للبلاد"؛ وأن "لكل مواطن الحق في إنشاء الأحزاب السياسية والمشاركة فيها"؛ وأن "إنشاء وتنظيم مثل هذه الأحزاب يجب أن ينظمه القانون". وتضمن المادة 47 أن لكل مواطن فوق سن السابعة عشرة الحق في التصويت والترشح. تضمن المادة 48 حق المواطنين في تقديم "العرائض والشكاوى والمطالبات" إلى السلطات.
خاضت انتخابات عام 2017 منافسة بين 21 حزبا. كانت نسبة المشاركة في التصويت مرتفعة، حيث بلغت 77% من الناخبين التيموريين  مقارنة بـ 74% في عام 2012، و80% في عام 2007.  يتم إجراء الانتخابات بموجب نظام التمثيل النسبي للقائمة الحزبية ، حيث يختار الناخبون الأحزاب بدلاً من المرشحين الأفراد، وهو النظام الذي يمنح زعماء الأحزاب سلطة كبيرة. تبلغ العتبة الانتخابية 4%، وهذا يعني أن الأحزاب السياسية تحتاج إلى 4% على الأقل من الأصوات لدخول البرلمان. وهذا يحد من قوة بعض الأحزاب الصغيرة.
يدعم النظام مشاركة الإناث، ويشترط أن يكون ثلث مرشحي الحزب من النساء، مما أدى إلى حصول تيمور الشرقية على واحدة من أعلى النسب المئوية لأعضاء البرلمان من الإناث في منطقة آسيا والمحيط الهادئ (38 في المائة قبل انتخابات عام 2017). مع ذلك، فإن المشاركة الفعالة للمرأة مقيدة أحيانًا بالمواقف والأنماط التقليدية، وخاصة في الأدوار المحلية والإقليمية. لا توجد قيود قانونية على مشاركة الأقليات العرقية القليلة في البلاد ويبدو أنها مندمجة بشكل جيد في النظام السياسي، على الرغم من أن العدد الإجمالي للمناصب التي تشغلها الأقليات العرقية غير مؤكد لأن تحديد الهوية العرقية ممارسة غير شائعة.
يقوم مؤشر الديمقراطية التابع لوحدة الاستخبارات الاقتصادية بتصنيف تيمور الشرقية باستمرار بين 7.22 و7.24 بين عامي 2008 و2016، على مقياس حيث يشير 0 إلى نظام استبدادي كامل و10 يشير إلى ديمقراطية مثالية. هذا التصنيف هو الأعلى في منطقة جنوب المحيط الهادئ وهو قريب من تصنيف الديمقراطيات الكبرى مثل الولايات المتحدة (7.98) وفرنسا (7.92).

### القيود
إن القيود المفروضة على المشاركة السياسية في تيمور الشرقية عملية إلى حد كبير، حيث يصعب الوصول إلى العديد من مناطق البلاد بسبب القيود الجغرافية ومستويات البنية التحتية للطرق السيئة التي يمكن أن تؤثر على قدرة أولئك الذين يعيشون في المناطق النائية على المشاركة في الانتخابات. قد أدى هذا إلى الحد من قدرة الأحزاب الصغيرة على المنافسة في بعض المناطق، حيث أصبحت الأحزاب التي تحظى بتمويل أفضل مثل حزب المؤتمر الوطني للمقاومة وحزب فريتلين أكثر قدرة على نقل أنصارها إلى مراكز الاقتراع.
هناك أيضًا خطر يتمثل في تراجع المشاركة السياسية بسبب الافتقار النسبي للتقدم في التعامل مع التحديات المحلية المستمرة والافتقار إلى اللامركزية اللازمة لتعزيز الحكم الذاتي والاعتماد على الذات، على الرغم من أن هذا لم يكن له تأثير كبير حتى الآن.
قد تم تحديد تشكيل تحالفات سياسية كبيرة أيضًا باعتباره خطرًا محتملًا على صحة الديمقراطية في تيمور الشرقية. ويشير الدكتور مايكل ليتش إلى أنه منذ عام 2012، كان أكبر حزبين في الحكومة (المجلس الوطني للمقاومة التشيلية وحزب فريتلين) في "ائتلاف كبير"، وهو تطور ملحوظ حيث كانت هناك توترات مريرة بين الحزبين قبل الاتفاق. يشير إلى أن هذا الاتجاه الأخير نحو التحالفات هو نتيجة لرغبة قوية من جانب الساسة التيموريين في تسهيل الاستقرار بعد عدم الاستقرار والعنف في السنوات السابقة، على الرغم من أنه يلاحظ أيضا أن مثل هذه التحالفات يمكن أن تهدد بتقويض مساءلة الحكومة بسبب غياب معارضة كبيرة خارج الحكومة. في عام 2015، أيد رئيس الوزراء زانانا غوسماو ، منافسه السابق، فرانسيسكو غوتيريش (مرشح فريتلين)، وفاز بأكثر من 60% من الأصوات، مما يدل على أن نسبة كبيرة من الناخبين يفضلون حاليًا ترتيب تقاسم السلطة، على الرغم من عيوبه.
إن الفجوة بين الأجيال في الأدوار الحكومية قد تشكل تحديًا كبيرًا في السنوات القليلة المقبلة. في حين أن مناصب مثل رئيس الوزراء ورئيس القضاء يشغلها جيل الشباب، يبدو أن قدامى المحاربين من "جيل 1975" يحتفظون بمعظم السلطة خلف الكواليس، مما يحد من فعالية الأجيال اللاحقة في التأثير على المجتمع السياسي. يتوقع ليتش أن يتغير هذا الأمر تدريجيًا في الانتخابات المستقبلية، حيث أن نسبة أكبر من الناخبين يأتون من أجيال ليس لديها خبرة في النضال من أجل الاستقلال.
قد أدى عدم فعالية القضاء التيموري نسبياً في تعزيز وحماية الحقوق إلى سعي العديد من المواطنين والمجتمع المدني إلى أساليب أخرى لتحقيق حقوقهم، وأصبحت المشاركة السياسية من خلال الضغط أكثر شيوعاً بسبب فعاليتها في تحقيق النتائج، على الرغم من أن هذا يعتمد على أولويات السياسيين المعنيين. 

## حقوق الأرض

### السياق الدستوري
تشكل قضايا الأراضي حاليا ثالث أكبر مصدر للشكاوى المقدمة إلى دائرة العدالة والمساواة، وهي مؤسسة حقوق الإنسان الوطنية في تيمور الشرقية. حتى الأول من يونيو 2017 لم يكن هناك قانون شامل للأراضي لتنظيم مثل هذه القضايا. المادة 54 من دستور تيمور الشرقية تضمن الحق في الملكية الخاصة. ينص الدستور أيضاً على أنه لا يجوز استخدام الملكية الخاصة على حساب غرضها الاجتماعي، وأن المواطنين الوطنيين وحدهم لهم الحق في ملكية الأرض، وأن "مصادرة الممتلكات ومصادرتها لأغراض عامة لا يجوز أن تتم إلا بعد تعويض عادل وفقاً للقانون".  ولكن في الممارسة العملية، لم يتم تنفيذ هذه الحماية دائمًا. رغم أن الحق المحدد في الأرض غير منصوص عليه في القانون الدولي، فإن القضايا المعنية تتقاطع مع العديد من الحقوق. في تيمور الشرقية، تشمل هذه الحقوق عدم التمييز، وحقوق المرأة، والحق في السكن، والحق في العمل بسبب الاعتماد الكبير على الزراعة.

### القضايا الحالية
أصبحت قضايا الأراضي معقدة بسبب إرث الاحتلالين البرتغالي والإندونيسي في السنوات التي سبقت الاستقلال. خلال كل من النظامين، تمت مصادرة الأراضي من أصحابها التقليديين بالقوة وتم دمجها في أيدي الموالين، وهي السياسة التي خلقت انقسامات عرقية وإقليمية كبيرة. عندما انسحب الجيش الإندونيسي من البلاد في عام 1999، دمر الجيش والجماعات المسلحة التابعة له ما يقدر بنحو 70 في المائة من الهياكل القائمة وأخذوا معهم سجلات الأراضي في البلاد، مما أدى إلى وضع حيث أصبح العديد من الناس بدون سند ملكية للأرض التي يعيشون عليها. قد أدت المستويات المرتفعة من نزوح السكان نتيجة للعنف إلى تعقيد الأمور أكثر. وفي حين وجد استطلاع أجري عام 2016 أن 87 في المائة من السكان في ديلي يعتبرون أنفسهم مالكي الأرض التي يعيشون فيها، إلا أن ما يزيد قليلاً على نصف المستجيبين قالوا إن لديهم سند ملكية قانوني لها. تزداد المشكلة حدة في الريف، حيث لا يملك الكثيرون أراضيهم إلا من خلال أنظمة عرفية وغير رسمية، وهي أنظمة لا تحظى بأي اعتراف قانوني. وقد أدت القيود المفروضة على الموارد والموظفين أيضًا إلى تراكم كبير في المحاكم، مما جعل من الصعب السعي إلى الحصول على علاج قانوني، كما وردت تقارير عن حالات إساءة من جانب أجهزة الأمن في إجراء عمليات الإخلاء. وبحسب هذا المسح، وعلى الرغم من ارتفاع مستويات الملكية المتصورة، فإن غالبية الأسر في ديلي تخشى بدرجات متفاوتة من إخلائها في غضون خمس سنوات.
قد تعرضت عمليات الاستحواذ الحكومية على الأراضي من أجل مشاريع التنمية، وخاصة في منطقتي أوكوسي وسويا، لانتقادات شديدة من جانب المنظمات غير الحكومية، وخاصة لتجاهل العديد من المطالبات الخاصة وطرد السكان من الأراضي التي لا يوجد بها عنوان واضح. قبل قانون عام 2017، لم تكن السياسة الحكومية توفر تعويضات عن الأراضي المصادرة التي لم يكن للمحتل سند ملكية فيها. رغم أن هذه السياسة لم يتم الالتزام بها دائمًا في الممارسة العملية، فإن التعويضات كانت غير متسقة على أي حال، وقد اشتكت بعض مجتمعات سواي من أن السكن البديل الذي قدمته الحكومة لم يلب احتياجاتهم وأن عمليات النقل الناتجة عن ذلك غيرت حياتهم وممارساتهم الثقافية بشكل كبير.
تشكل هذه الممارسات انتهاكاً لالتزامات تيمور الشرقية بموجب العهد الدولي الخاص بالحقوق الاقتصادية والاجتماعية والثقافية والعهد الدولي الخاص بالحقوق المدنية والسياسية، اللذين صادقت عليهما. تنص المادة 11.1 من العهد الدولي الخاص بالحقوق الاقتصادية والاجتماعية والثقافية على أن "لكل شخص الحق في مستوى معيشي كاف له ولأسرته، بما في ذلك الغذاء والمسكن والماء، بينما تنص المادة 17.1 من العهد الدولي الخاص بالحقوق المدنية والسياسية على أن "لكل إنسان الحق في عدم التعرض، على نحو تعسفي أو غير قانوني، لتدخل في خصوصياته أو شؤون أسرته أو مسكنه أو مراسلاته. مع ذلك، تشير وزارة الخارجية الأميركية إلى أن الحكومة التيمورية تفضل عادة إعطاء الأولوية للمسائل ذات الأهمية الوطنية المتصورة على تلك المتعلقة بحقوق الإنسان، وفي حين تم اتخاذ بعض الإجراءات لمقاضاة المتورطين في الانتهاكات، فإن التصورات العامة للإفلات من العقاب لا تزال قائمة.
تضمنت المراجعة الدورية الشاملة لتيمور الشرقية لعام 2016 أربع توصيات من بلدان أخرى فيما يتعلق بقضايا الأراضي. كانت هناك ثلاث توصيات باتخاذ تدابير للقضاء على التمييز بين الجنسين وحقوق المرأة في ملكية الأراضي، في حين أوصت إندونيسيا باستكمال القوانين لحماية حقوق الإنسان بما في ذلك الأراضي. قد قبلت تيمور الشرقية ثلاث توصيات وأشارت إلى توصية كندا بإزالة الأحكام التمييزية من التشريعات.

## الإصلاحات
أقرت الحكومة التيمورية بالحاجة إلى الإصلاح. وفي تقريرها لعام 2016 كجزء من الاستعراض الدوري الشامل، أقرت أن الحق في الملكية منصوص عليه في المادة 54.1 من الدستور. علاوة على ذلك، أكدت الحكومة عزمها على مواصلة تطوير حزمة من القوانين العقارية لحماية هذه الحقوق وإنشاء صندوق عقاري، وذلك جزئياً لتوفير التعويض المناسب عن الاستحواذ على الأراضي.
في 6 فبراير 2017، وافق البرلمان الوطني في تيمور الشرقية بالإجماع على النظام الخاص لملكية العقارات، والمعروف باسم "قانون الأراضي"، وتم إقراره رسميًا في 1 يونيو 2017. يهدف القانون إلى "توضيح الوضع القانوني لملكية الأراضي من خلال تنفيذ الأبعاد المختلفة للحق في الملكية الخاصة المنصوص عليها في دستور تيمور الشرقية". كما يوفر معايير لحل نزاعات الملكية وسيعمل على إنشاء سجل وطني للأراضي لإدارة سندات الملكية. وحتى سبتمبر 2017، لم ترد أي تقارير رئيسية عن فعالية القانون في تحقيق هذه الأهداف.

## حقوق المرأة
يعد العنف الجنسي والعنف المنزلي أيضًا أحد أهم المخاوف المتعلقة بحقوق الإنسان في البلاد. تتولى وحدة الأشخاص المعرضين للخطر داخل قوة الشرطة الوطنية لتيمور - ليشتي مسؤولية تلقي مزاعم العنف الجنسي والتحقيق فيها، إلا أن التحقيقات غالباً ما تتأخر بسبب نقص الموارد والدعم المؤسسي، وغالباً ما يتم حل القضايا من خلال آليات حل النزاعات التقليدية، والتي لا توفر التعويض الكامل للضحايا. وقد أسفرت الجهود المتواصلة التي تبذلها الحكومة والأمم المتحدة والمنظمات غير الحكومية عن بعض التحسن، ومن شأن القانون الذي تم تقديمه مؤخراً ضد العنف المنزلي أن يساعد في توفير إطار لاستجابات الحكومة والشرطة والمجتمع للعنف المنزلي. 

## حقوق الطفل
هناك قضايا رئيسية تتعلق بإساءة معاملة الأطفال، ونقص التعليم، وارتفاع مستويات سوء التغذية. يشكل إساءة معاملة الأطفال، بما في ذلك الإيذاء الجسدي والنفسي والعنف الجنسي، مشكلة خطيرة في تيمور الشرقية. بالإضافة إلى ذلك، لا يزال العقاب البدني يستخدم لتأديب الأطفال في المدرسة والمنزل. إن أغلب حوادث العنف ضد الأطفال لا يتم الإبلاغ عنها رسميًا، كما أن سبل الانتصاف القضائية غير كافية. قد وردت أيضًا تقارير عن الاستغلال الجنسي التجاري للقاصرين، كما أن عمالة الأطفال منتشرة على نطاق واسع. بالإضافة إلى ذلك، في بعض الحالات، قام الآباء بإرغام أبنائهم على سداد الديون.
على الرغم من أن الدستور ينص على أن التعليم الابتدائي إلزامي لا يوجد تشريع يحدد الحد الأدنى لمستوى التعليم، ولا يوجد نظام لضمان توفير التعليم المجاني. أظهرت إحصائيات الأمم المتحدة في عام 2009 أن حوالي 20 في المائة من الأطفال في سن الدراسة الابتدائية على مستوى البلاد غير مسجلين في المدارس، مع ارتفاع مستويات عدم الالتحاق في المناطق الريفية.
توجد أيضًا مستويات مرتفعة من سوء التغذية بين الأطفال ووفيات الرضع والأطفال، وهي المستويات التي تعمل الحكومة، بالتعاون مع اليونيسف ، على الحد منها من خلال "استراتيجية التغذية الوطنية". من المأمول أن تعمل اللجنة الوطنية لحقوق الطفل التي أنشئت حديثاً في تيمور الشرقية، والمكلفة بتعزيز حقوق الطفل والدفاع عنها ومراقبتها، على تحسين الوضع.

## المؤسسات الوطنية لحقوق الإنسان
المؤسسة الوطنية لحقوق الإنسان هي هيئة حماية حقوق الإنسان والعدالة والتي لعبت دورًا رئيسيًا في تعزيز وحماية الحقوق منذ إنشائها في يونيو 2005. تتمثل مهمتها في التحقيق في الشكاوى المتعلقة بانتهاكات حقوق الإنسان وسوء الإدارة والفساد، والقيام بأنشطة الرصد والدعوة والترويج. مع ذلك، هناك حاجة إلى وجود مكتب المدعي العام لحقوق الإنسان في المناطق، حيث يتعين على المشتكين من المقاطعات في الوقت الحاضر السفر إلى ديلي لتقديم الشكاوى، مما يعوق العملية. في المقاطعات التي لم يتم فيها إنشاء هيئة حماية الحقوق بعد، غالبًا ما يتولى أعضاء المنظمات غير الحكومية دور مراقبة الحقوق.